# Formigny La Bataille
Formigny La Bataille é uma comuna francesa na região administrativa da Normandia, no departamento de Calvados. Estende-se por uma área de 26,24 km². Em 2010 a comuna tinha 748 habitantes (densidade: 28,5 hab./km²).
A municipalidade foi estabelecida em 1 de janeiro de 2017 e consiste na fusão das antigas comunas de Formigny, Aignerville, Écrammeville e Louvières.